# División de Bannu
La división de Bannu (en urdu : بنوں ڈویژن) es una subdivisión administrativa del sur de la provincia de Jaiber Pastunjuá en Pakistán. Cuenta con dos millones de habitantes en 2017, y su capital es Bannu.
Como todas las divisiones pakistaníes, fue derogada en 2000 y luego restablecida en 2008.
La división reagrupa los distritos siguientes:
- Bannu
- Lakki Marwat